# Walter Heiler

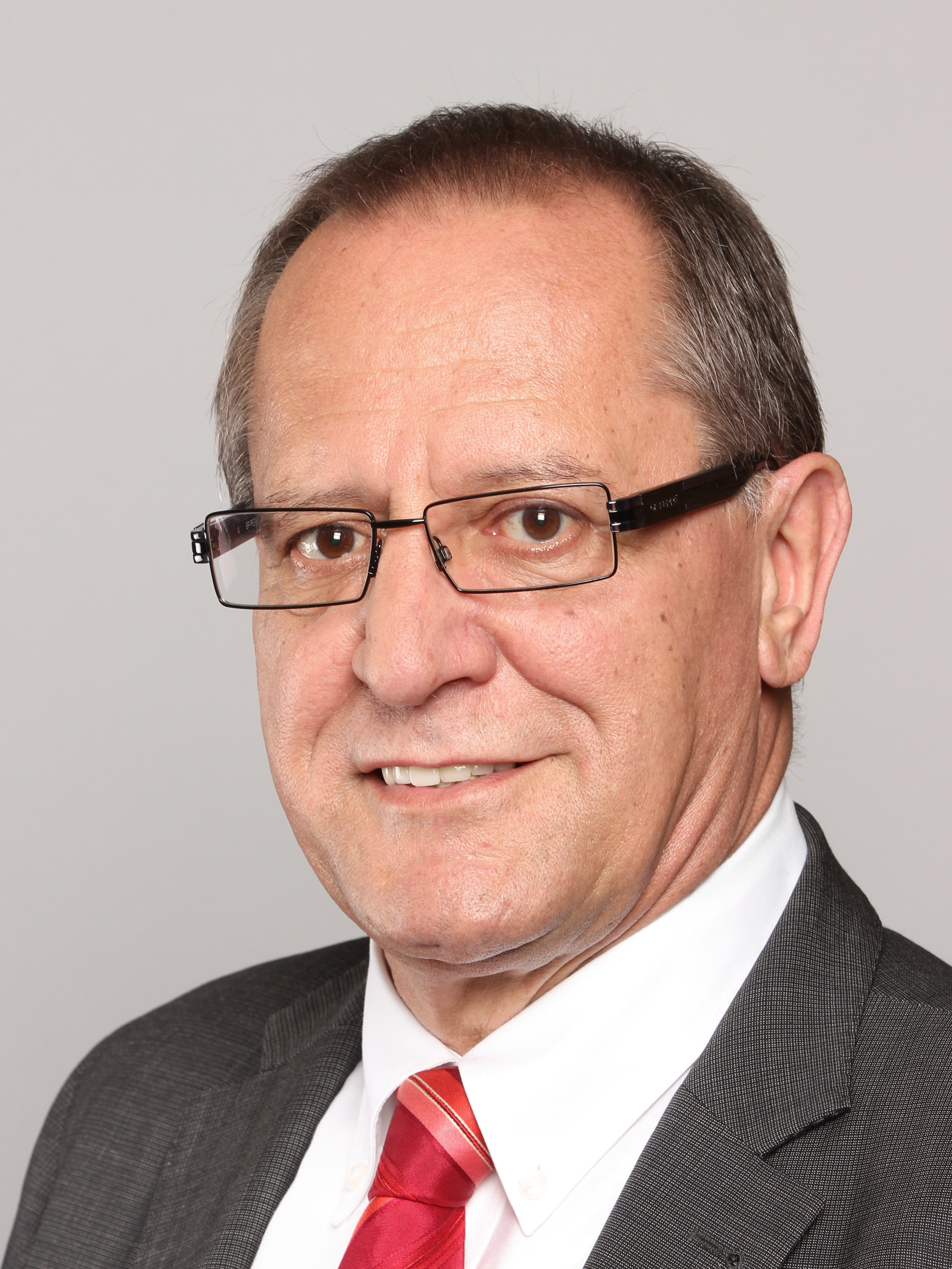
Walter Heiler (2013)

Walter Heiler (* 28. Mai 1954 in Kirrlach, heute Ortsteil der Stadt Waghäusel) ist ein deutscher Politiker (SPD). Von 1999 bis 2022 war er Bürgermeister bzw. Oberbürgermeister von Waghäusel. Zwischen 1992 und 2001 sowie zwischen 2006 und 2016 war er zudem Mitglied des Landtags von Baden-Württemberg.

## Ausbildung und Beruf
Nach der Volksschule in Kirrlach und dem Abitur in Schwetzingen 1973 studierte Walter Heiler Rechtswissenschaften an der Ruprecht-Karls-Universität Heidelberg. Nach Referendariat und beiden Examina machte er sich 1981 als Rechtsanwalt selbständig. Er übte diese Tätigkeit bis zu seiner Wahl als Bürgermeister der Stadt Waghäusel aus.

## Politische Tätigkeit
Walter Heiler trat 1979 in die SPD ein und war von 1980 bis 1999 Vorsitzender des Ortsverbands in Waghäusel und dort auch Gemeinderat. Seit 1984 ist er Mitglied des Kreistages im Landkreis Karlsruhe. 1999 wurde er zum Bürgermeister der Stadt Waghäusel gewählt, seine Wiederwahl war am 11. März 2007. Von 1992 bis 2016 gehörte er mit einer freiwilligen Unterbrechung von 2001 bis 2006 dem Landtag von Baden-Württemberg an und vertrat dort den Landtagswahlkreis Bruchsal. Heiler war Mitglied im Innenausschuss und gleichzeitig kommunalpolitischer Sprecher der SPD-Landtagsfraktion. Am 14. Oktober 2009 wählte der Innenausschuss des Landtags Walter Heiler einstimmig zu seinem neuen Vorsitzenden; dieses Amt hatte er auch in der 15. Wahlperiode ab 2011 weiterhin inne. 2013 stieg Heiler durch die Einstufung von Waghäusel als Große Kreisstadt zum Oberbürgermeister auf. Als er am 15. März 2015 erstmals bei einer Oberbürgermeisterwahl in seinem Amt bestätigt wurde, bedeutete dies für ihn, dass er darauf verzichtete, zur Landtagswahl 2016 anzutreten. Ende Mai 2022 trat er ein Jahr vor dem regulären Ende seiner Amtszeit in den Ruhestand ein. Sein Nachfolger als Oberbürgermeister wurde Thomas Deuschle (CDU). Im Januar 2023 wurde Walter Heiler die Waghäuseler Ehrenbürgerwürde verliehen.

## Familie und Privates
Walter Heiler ist katholisch, verheiratet und hat zwei Kinder.
In seiner Freizeit betätigt er sich als Musiker. Er ist Pianist und musikalischer Leiter der Spraddlsänger, die nicht zuletzt durch zahlreiche Auftritte bei Fernseh-Prunksitzungen weit über die badische Region hinaus bekannt geworden sind. Am 11. Oktober 2009 verabschiedeten sich die Spraddlsänger mit einem Auftritt in der Rheintalhalle Kirrlach von ihren Fans und verkündeten das Ende ihres 30-jährigen Bestehens.